# Call My Name (Got7)
Call My Name è il quattordicesimo EP del gruppo sudcoreano Got7, pubblicato il 4 novembre 2019.

## Descrizione
La JYP Entertainment annuncia una nuova uscita musicale dei Got7 in Corea il 18 ottobre 2019, e, dopo sette cortometraggi, il titolo del disco viene rivelato il 24 ottobre insieme alla data di uscita. L'elenco delle tracce viene reso noto il 30 ottobre. Call My Name, insieme al video musicale della traccia You Calling My Name, esce il 4 novembre 2019 ed è presentato al pubblico con uno showcase il medesimo giorno.
Il disco, al quale i Got7 hanno lavorato durante il Keep Spinning World Tour, funge idealmente da continuazione dell'EP coreano precedente, Spinning Top: mentre in quest'ultimo il gruppo esternava le proprie insicurezze, Call My Name racconta di come sentire i fan chiamare "Got7" abbia calmato la sua ansia e portato il settetto a trovare il suo vero valore rendendosi conto di poter brillare sul palco. Call My Name ha come tema portante il nome (名) e parla "di come, se non chiami il mio nome, io non abbia ragione di esistere".

I testi in generale mescolano tristezza e dolore. La traccia principale You Calling My Name vede i Got7 adottare per la prima volta un concept sexy e dolente. Il testo è stato scritto da J.Y. Park e da JB, che è anche autore di Pray e Thursday; Jinyoung e Yugyeom hanno invece partecipato alla scrittura di Run Away e Crash & Burn, rispettivamente, mentre Jinyoung ha coreografato Thursday.

Nel video musicale di You Calling My Name viene utilizzato il carattere per "nome" dalla scrittura sulle ossa.

You Calling My Name, di genere funk e R&B, contiene il messaggio "tu, che hai chiamato il mio nome mentre ero intrappolato nell'oscurità, sei diventato il motivo della mia esistenza". Il brano è dedicato ai fan ed, esprimendo ringraziamenti e scuse nei loro confronti, contiene le emozioni provate durante il Keep Spinning World Tour sentendo le grida di incoraggiamento.
(JB, intervista con TenAsia)
Con Pray il gruppo comunica ai fan che pregano per loro e sono la loro forza, mentre in Now or Never viene raccontata la sensazione agrodolce di non passare mai abbastanza tempo con chi si ama. Thursday paragona il rapporto con un'altra persona al giovedì, un giorno ambiguo in quanto, essendo a metà settimana, non è né feriale, né parte del weekend, e che viene quindi usato per descrivere una relazione vaga e incerta. Run Away parla di voler scappare dalla città per andare in un posto migliore, mentre Crash & Burn è simile nell'energia a Hard Carry.

## Accoglienza
The Kraze Magazine ha definito You Calling My Name "l'esempio perfetto di quanto [i Got7] siano diventati maturi in suono e stile. Non sono più i giovani che inseguivano le ragazze a scuola, ma uomini adulti che sperimentano relazioni profonde e crepacuore".
A fine 2019, You Calling My Name è stata inserita da Billboard al sesto posto nella lista delle migliori canzoni K-pop dell'anno, descrivendola come "accattivante e d'impatto", e notando il modo in cui si adattasse bene al gruppo, mettendo in luce i punti di forza di ciascun membro. Nel 2022, NME ha fatto figurare il brano al primo posto nella lista delle migliori canzoni del gruppo, definendola "diversissima da tutto ciò che i Got7 hanno fatto in precedenza, eppure allo stesso tempo molto personale e commovente – liberi delle loro ansie e credendo nella loro crescita come gruppo, i Got7 si sono espansi artisticamente e concettualmente".

## Tracce
1. You Calling My Name (니가 부르는 나의 이름?, Niga bureuneun na-ui ireumLR; Tu che chiami il mio nome) – 3:15 (testo: J.Y. Park "The Asiansoul", Isran, Kass, Defsoul (JB) – musica: Louis Schoorl, Marco Borrero, Benjamin Ingrosso, David Brook, Mag)
2. Pray – 3:48 (testo: Defsoul, iHwak, Jomalxne – musica: Defsoul, iHwak, Jomalxne, Zayson, RoseInPeace)
3. Now or Never (feat. Jonas Blue) – 3:06 (testo: Kass – musica: Guy Robin, Ed Drewett, Danielle Eliza Owen)
4. Thursday – 3:26 (Defsoul, iHwak, Royal Dive)
5. Run Away – 4:05 (testo: Vendors, Jinyoung, Ryu Da-som – musica: Christian Fast, Henrik Nordenback, Jimmy Claeson)
6. Crash & Burn – 3:24 (testo: Earattack, Kass, Yugyeom, Selah, Isran, Eniac – musica: Earattack, Christoffer Semelius)

## Formazione
Gruppo
- Mark – rap
- JB (Defsoul) – voce, testi (tracce 1-2, 4), musiche (tracce 2, 4)
- Jackson – rap
- Jinyoung – voce, testi (traccia 5)
- Youngjae (Ars) – voce
- BamBam – rap
- Yugyeom – voce, testi (traccia 6)

Produzione
- Ahn Yeong – editing vocale (traccia 6)
- Jonas Blue – produzione (traccia 3), arrangiamenti (traccia 3), programmazione (traccia 3), tastiera (traccia 3)
- Marco Borrero – musiche (traccia 1)
- David Brook – musiche (traccia 1)
- Choi Hye-jin – registrazione (tracce 1, 3)
- Jimmy Claeson – musiche (traccia 5)
- Coll!n – controcanto (tracce 1, 5), direzione vocale (traccia 1)
- Scott Desmarais – assistenza all'ingegneria del missaggio (traccia 1)
- Earattack – testi (traccia 6), musiche (traccia 6), arrangiamenti (traccia 6), programmazione computerizzata (traccia 6), controcanto (traccia 6)
- Ed Drewett – musiche (traccia 3)
- Eniac – testi (traccia 6)
- Christian Fast – musiche (traccia 5), chitarra (traccia 5)
- Robin Florent – assistenza all'ingegneria del missaggio (traccia 1)
- Chris Galland – ingegneria del missaggio (traccia 1)
- Hong Yung-in – chitarra (traccia 4)
- Im Hong-jin – missaggio (tracce 3, 5)
- Benjamin Ingrosso – musiche (traccia 1), controcanto (traccia 1)
- Jeremie Inhaber – assistenza all'ingegneria del missaggio (traccia 1)
- iHwak – testi (tracce 2, 4), musiche (tracce 2, 4), controcanto (tracce 2, 4)
- Isran – testi (tracce 1, 6)
- Jeon Byung-sun – chitarra (traccia 2), piano (traccia 4)
- Jomalxne – testi (traccia 2), musiche (traccia 2)
- Jo Sung-hyun – controcanto (traccia 2)
- Jung Eun-kyung – editing vocale (tracce 1-2, 4), missaggio (tracce 2, 4)
- Jung Yu-ra – editing vocale (traccia 6)
- Kass – testi (tracce 1, 3, 6), direzione vocale (traccia 3)
- Kim Tae-woo – controcanto (tracce 1, 3)
- Kobee – ottoni (traccia 1)
- Kwak Jung-shin – registrazione (tracce 5-6)
- Lee Kyung-won – registrazione (tracce 2-3)
- Lee Sang-hyun – tastiera (traccia 2)
- Lee Sang-yeob – registrazione (traccia 6)
- Lee Tae-seob – missaggio (traccia 6)
- Mag – arrangiamento (traccia 1)
- Manny Marroquin – missaggio (traccia 1)
- Henrik Nordenback – musiche (traccia 5), arrangiamenti (traccia 5), tastiera (traccia 5), programmazione (traccia 5)
- Danielle Eliza Owen – musiche (traccia 3)
- J.Y. Park "The Asiansoul" – testi (traccia 1)
- Park Jung-eon – mastering (tracce 2-6)
- Guy Robin – musiche (traccia 3), arrangiamenti (traccia 3)
- RoseInPeace – musiche (traccia 2), arrangiamenti (traccia 2)
- Royal Dive – testi (traccia 4), musiche (traccia 4), arrangiamenti (traccia 4)
- Ryu Da-som – testi (traccia 5)
- Louis Schoorl – musiche (traccia 1), arrangiamento (traccia 1)
- Selah – testi (traccia 6)
- Christoffer Semelius – musiche (traccia 6), arrangiamenti (traccia 6), programmazione computerizzata (traccia 6), strumenti (traccia 6)
- Brian U – registrazione (tracce 2-3)
- Uhm Se-hee – registrazione (tracce 1, 3-5)
- Vendors – testi (traccia 5)
- Woo Min-jung – registrazione (tracce 5-6)
- Yue – editing vocale (tracce 3, 5)
- Zayson – musiche (traccia 2), arrangiamenti (traccia 2), basso (traccia 2)

## Successo commerciale
Call My Name è arrivato in vetta alla Gaon Weekly Album Chart appena dopo l'uscita, posizionandosi invece secondo nella classifica mensile con 298 052 copie. A gennaio 2020 è stato certificato platino. È stato il diciannovesimo disco più venduto in Corea del Sud nel 2019 con 298 361 copie.
Negli Stati Uniti, ha debuttato al quinto posto sulla World Albums Chart di Billboard nella settimana del 16 novembre, con mille copie vendute, e all'ottavo sulla Heatseekers Albums Chart. Sulla classifica giapponese Oricon, ha esordito sedicesimo sulla classifica settimanale degli album (solo vendite fisiche).
Su iTunes, è arrivato al primo posto in 28 Paesi.

## Classifiche

### Classifiche settimanali
| Classifica (2020) | Posizione massima |
| ----------------- | ----------------- |
| Corea del Sud     | 1                 |

### Classifiche di fine anno
| Classifica (2020) | Posizione |
| ----------------- | --------- |
| Corea del Sud     | 19        |

## Riconoscimenti
- Circle Chart Music Award
  - 2020 – Candidatura a Album dell'anno (Quarto quarto)[32]